# Du weißt, was ich meine
Du weißt, was ich meine ist das erste Studioalbum der Hamburger Indie-Rock-Band Tomte. Das Album erschien am 20. März 1998 beim Label B.A. Records, einem Vorgänger des heute bekannten Labels Grand Hotel van Cleef.

## Aufnahmen
Aufgenommen, gemischt und gemastert wurde das Album im Januar 1998 von Christian Mevs im Soundgarden-Tonstudio in Hamburg.

## Titelliste
1. Pflügen – 03:27
2. Schwitze – 03:38
3. Reality TV – 04:14
4. Doof vorkommen – 02:46
5. Regenzeit – 03:14
6. Ich lerne schwimmen – 04:49
7. In Köln und dann in meinem Zimmer – 01:14
8. Stille Wasser sind tief – 03:18
9. Pantera – 02:44
10. Träume – 02:40
11. z.Zt. – 01:53

## Rezensionen
In der Visions heißt es über die Texte: „Tomte verlieren sich nicht im intellektuellen-verquasten Abstraktum, vielmehr erzählen sie Geschichten aus ihrer kleinen Welt [...]“ und über die Musik: „Ein bißchen Wut. Und Angst. Und Lärm. TOMTE rocken, geradeheraus, ohne Diskurs zu führen.“.
Karl-Heinz Stille schreibt für PLOT: „Mit jugendlichem Leichtsinn, den wir ja alle noch haben, fällt eine Begeisterung nicht schwer!“
In Komm Küssen heißt es: „[Tomte] verstehen es [...], in ihren Songs Dinge auf den Punkt zu bringen und Tiefe zu erreichen.“
Auf indigo.de wird das Album wie folgt beschrieben: „Musikalisch scheint sich mit Tomte tatsächlich ein Kreis zu schließen zwischen den zwei entscheidenden Entwicklungen deutschsprachiger Musik. So verbinden sie Attitüde und Sound von Punk à la Boxhamsters oder Dackelblut mit Hamburger Schule à la Tocotronic.“ Und weiter: „Hier gibt es Lärm und Wut und das ganz große Gefühlskino.“

## Trivia
Die Stücke Reality TV, Regenzeit, Stille Wasser sind tief und Träume werden von Christian Stemmann gesungen; bei den restlichen Liedern steht Thees Uhlmann am Mikrofon.
Das Stück Pantera ist nach der gleichnamigen amerikanischen Metal-Band Pantera benannt. Im Stück heißt es dazu: „Ich möchte kein Pantera mehr hören müssen, denn ich werde schon häufig genug angeschrien.“